# A XV-a Dinastie Egipteană
A XV-a Dinastie Egipteană (1674-1535 î.Hr.) s-a ridicat din poporul Hyskos, Beduini ai deșertului ce au reușit, pentru o scurtă perioadă, să domine întraga regiune a Nilului.
Dinastiile a XV-a, a XVI-a și a XVII-a ale Egiptului Antic sunt se obicei grupate sub titulatura de A doua Perioadă Intermediară a Egiptului.
| Nume     | Observații  | Date                |
| -------- | ----------- | ------------------- |
| Sheshi   | 1 sau 3 ani | 1674- ?             |
| Yakubher | -           | ?                   |
| Khyan    | -           | 30-40 de ani        |
| Apepi I  | -           | 40 de ani sau peste |
| Khamudy  | -           | ? -1535             |